# Raimondas Vainoras
Raimondas Vainoras (født 16. juli 1965 i Telšiai, Sovjetunionen) er en litauisk tidligere fodboldspiller (forsvarer). 
Vainoras tilbragte størstedelen af sin karriere i hjemlandet, hvor han blandt andet repræsenterede Žalgiris, Atlantas og Kaunas. Han havde desuden udlandsophold i både Rusland, Estland og Letland.
For Litauens landshold spillede Vainoras desuden 44 kampe i perioden 1992-1999.